# Дестелберген
Дестелберген (на нидерландски: Destelbergen) е селище в Северна Белгия, окръг Гент на провинция Източна Фландрия. Населението му е около 17 636 души (2011).